# Портильо, Хуан Карлос
Хуа́н Ка́рлос Порти́льо Леа́ль (исп. Juan Carlos Portillo Leal; род. 31 декабря 1991, Сонсонате) — сальвадорский футболист, нападающий клуба «Альянса» и сборной Сальвадора.

## Биография

### Клубная карьера
Портильо начинал карьеру в клубе «Хувентуд Индепендьенте», за который дебютировал в Примере Дивисьон 21 июля 2012 года в матче с клубом «УЭС» (2:2), выйдя на замену на 88-й минуте матча. 10 февраля 2013 года в матче с клубом «Исидро Метапан» забил первый гол в профессиональной карьере; матч закончился победой «Хувентуд Индепендьенте» со счётом 6:1.
В 2015 году Портильо стал игроком клуба «Альянса», в составе которого выиграл восемь чемпионских титулов.

### Карьера в сборной
Портильо дебютировал за сборную Сальвадора 29 мая 2016 года в товарищеском матче со сборной Перу; матч закончился победой перуанцев со счётом 3:1.
Вошёл в состав сборной для участия в Золотом кубке КОНКАКАФ 2019 года, где сыграл во всех трёх матчах сборной на турнире.
Спустя два года Портильо вошёл в состав сборной на Золотой кубок КОНКАКАФ 2021 года, на котором сыграл во всех четырёх матчах сборной, которая в 1/4 финала проиграла сборной Катара со счётом 3:2.

## Достижения
«Альянса (Сан-Сальвадор)»
- Чемпион Сальвадора (8) : Апертура 2015, Апертура 2017, Клаусура 2018, Апертура 2019, Апертура 2020, Апертура 2021, Клаусура 2022, Апертура 2024